# خشم (فیلم ژاپنی ۲۰۱۰)
خشم (انگلیسی: Outrage) یک فیلم یاکوزایی ژاپنی به کارگردانی و با بازی تاکشی کیتانو محصول سال ۲۰۱۰ است. این فیلم برای دریافت نخل طلا در جشنواره فیلم کن ۲۰۱۰ وارد رقابت شد. دنباله‌های این فیلم با نام‌های فراتر از خشم (۲۰۱۲) و بخش پایانی خشم (۲۰۱۷) ساخته شدند. نمایش نخست فیلم در جشنواره فیلم کن ۲۰۱۰ در رقابت بود و در ۱۷ مه پخش شد.